# Gornja Jagodnja
Gornja Jagodnja – wieś w Chorwacji, w żupanii zadarskiej, w gminie Polača. W 2011 roku liczyła 85 mieszkańców.